# بدفورد، انگلستان
بدفورد (به انگلیسی: Bedford) شهری در منطقهٔ ناتینگهام کشور انگلستان، به عنوان بخشی از پادشاهی متحد بریتانیا است. این شهر در سال ۱۹۹۱ میلادی ۷۳٫۹۱۷ نفر جمعیت داشته و در سرشماری سال ۲۰۰۱ جمعیت آن به ۸۲٫۴۸۸ نفر رسیده‌است. میزان رشد سالانهٔ جمعیت بدفورد، انگلستان ‎۰٫۱۴ درصد می‌باشد و جمعیت این شهر در سال ۲۰۱۲ به ۸۳٫۷۶۸ نفر تغییر یافت.